# Austria en los Juegos Olímpicos de Sarajevo 1984
Austria estuvo representada en los Juegos Olímpicos de Sarajevo 1984 por un total de 65 deportistas que compitieron en 9 deportes.  
El portador de la bandera en la ceremonia de apertura fue el esquiador Franz Klammer.

## Medallistas
El equipo olímpico austríaco obtuvo las siguientes medallas:
| Nombre        | Deporte      | Competición |
| ------------- | ------------ | ----------- |
| Oro           |              |             |
| —             |              |             |
| Plata         |              |             |
| —             |              |             |
| Bronce        |              |             |
| Anton Steiner | Esquí alpino | Descenso M  |